# جكس (لعبة فيديو)
جكس (بالإنجليزية: Gex)‏ ، هي لعبة فيديو إلكترونية من نوع منصات ومغامرات، أنتجت سنة 1995م، وتعمل لعدة أنظمة ومنها بلاي ستيشن ومايكروسوفت ويندوز.